# Referendum confermativo nella provincia autonoma di Bolzano del 2014
Il referendum confermativo nella provincia autonoma di Bolzano del 2014 (in tedesco Landesvolksabstimmung) si è tenuto il 9 febbraio e ha avuto ad oggetto la riforma della disciplina della partecipazione civica.
La votazione è stata indetta con decreto del Presidente della Provincia autonoma di Bolzano del 2 dicembre 2013 a seguito dell'approvazione il 6 giugno 2013 della legge sottoposta al referendum. L'esito negativo del referendum ha lasciato invariata la disciplina sottoposta alla riforma.

## Storia
Il 6 giugno 2013 il Consiglio provinciale di Bolzano ha approvato, con i voti favorevoli della Südtiroler Volkspartei, una legge provinciale concernente la Partecipazione civica in Alto Adige. Successivamente la legge è stata pubblicata sul Bollettino ufficiale della Regione n. 26 del 25 giugno 2013.
Effetto della riforma sarebbe stata una definizione della disciplina della partecipazione civica provinciale innovando la legge 11/2005 e definendo quattro strumenti di democrazia diretta: la richiesta popolare; l'iniziativa popolare; il referendum consultivo su una richiesta popolare; il referendum su un'iniziativa popolare. Era inoltre prevista l'esclusione di richieste o iniziative popolari se incidenti su determinate materie di competenza provinciale o su cui in Consiglio si fosse votato per gruppi linguistici.
Essendo un referendum confermativo non era previsto alcun quorum.

## Il quesito
- Colore scheda: bianca

| Testo del quesito | Testo del quesito |
| ----------------- | --- |
|                   | Approvate il testo della legge concernente Partecipazione civica in Alto Adige, approvata dal Consiglio provinciale il 6 giugno 2013 e pubblicata sul Bollettino Ufficiale della Regione n. 26 del 25 giugno 2013 ? |

## Posizioni

### Posizioni di forze politiche presenti nel Consiglio provinciale
| Gruppo                                      | Ind. di voto | Fonte |
| ------------------------------------------- | ------------ | ----- |
| Südtiroler Volkspartei                      | Sì           | [ 7 ] |
| Die Freiheitlichen                          | No           | [ 7 ] |
| Verdi-Grüne-Verc                            | No           | [ 7 ] |
| Süd-Tiroler Freiheit                        | No           | [ 7 ] |
| Partito Democratico                         | No           | [ 7 ] |
| Team Autonomie                              | No           | [ 7 ] |
| Movimento 5 Stelle                          | No           | [ 7 ] |
| BürgerUnion-Ladins Dolomites-Wir Südtiroler | No           | [ 7 ] |
| L'Alto Adige nel cuore                      | No           | [ 7 ] |

## Risultati
Erano 27.607 gli elettori che avevano diritto di votare per corrispondenza (coloro residenti all'estero o temporaneamente dimoranti fuori provincia). I seggi elettorali sono rimasti aperti dalle ore 6:00 alle 22:00 nella sola giornata di domenica 9 febbraio 2014.

### Affluenza alle urne
| Affluenza      | ore 11:00 | ore 17:00 | ore 22:00 |
| -------------- | --------- | --------- | --------- |
| Bolzano        | 4,3%      | 17,0%     | 26,8%     |
| Corrispondenza | -         | -         | 21,5%     |
| Totale         | 4,0%      | 15,8%     | 26,4%     |

Fonte: Provincia autonoma di Bolzano

### Scrutinio
|                | Totali  | Percentuale | Percentuale           |
| -------------- | ------- | ----------- | --------------------- |
| Elettori       | 401.979 |             |                       |
| Votanti        | 106.305 | 26,4%       | (su 401.979 elettori) |
| Schede bianche | 926     | 0,9%        | (su 106.305 votanti)  |
| Schede nulle   | 544     | 0,5%        | (su 106.305 votanti)  |
| Voti validi    | 104.835 | 98,6%       | (su 106.305 votanti)  |

| Opzioni di voto | Voti    | %     |
| --------------- | ------- | ----- |
| Sì              | 36.372  | 34,7% |
| No              | 68.463  | 65,3% |
| Totale          | 104.835 | 100%  |

Risultati per comune e comunità comprensoriale

Fonte: Provincia autonoma di Bolzano

## Conseguenze del voto
Data la vittoria del "No" al referendum la riforma della disciplina della partecipazione civica non è entrata in vigore.